# Kiesabbau Parey

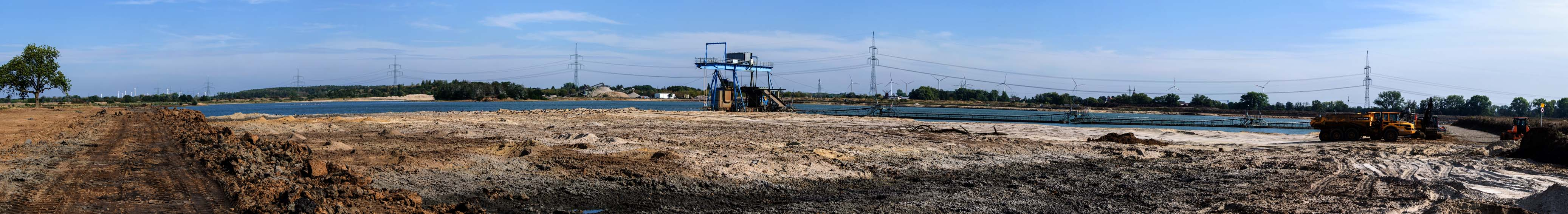

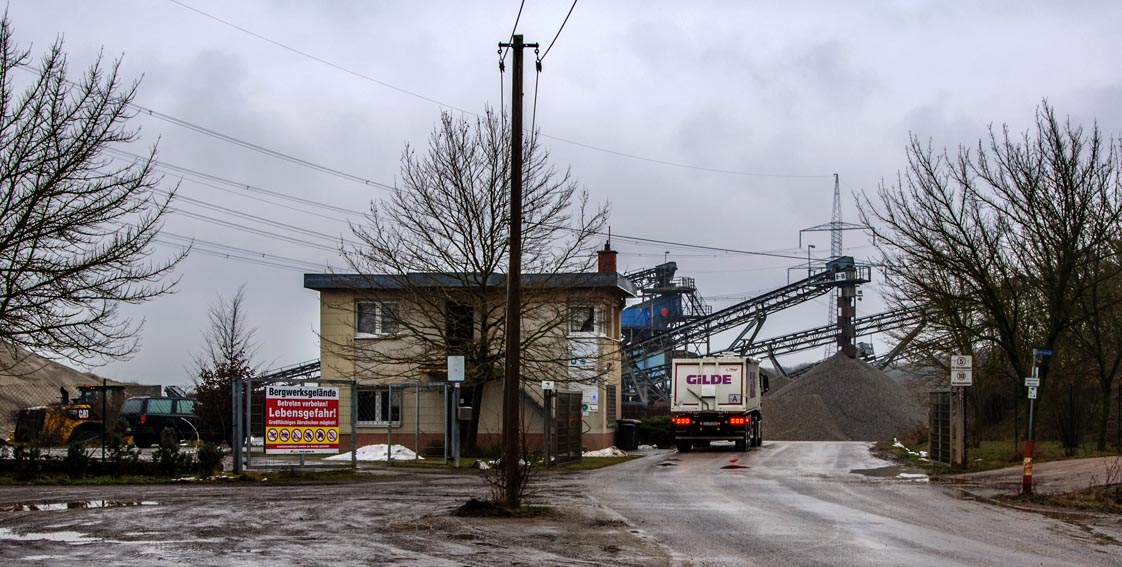
Haupteingang

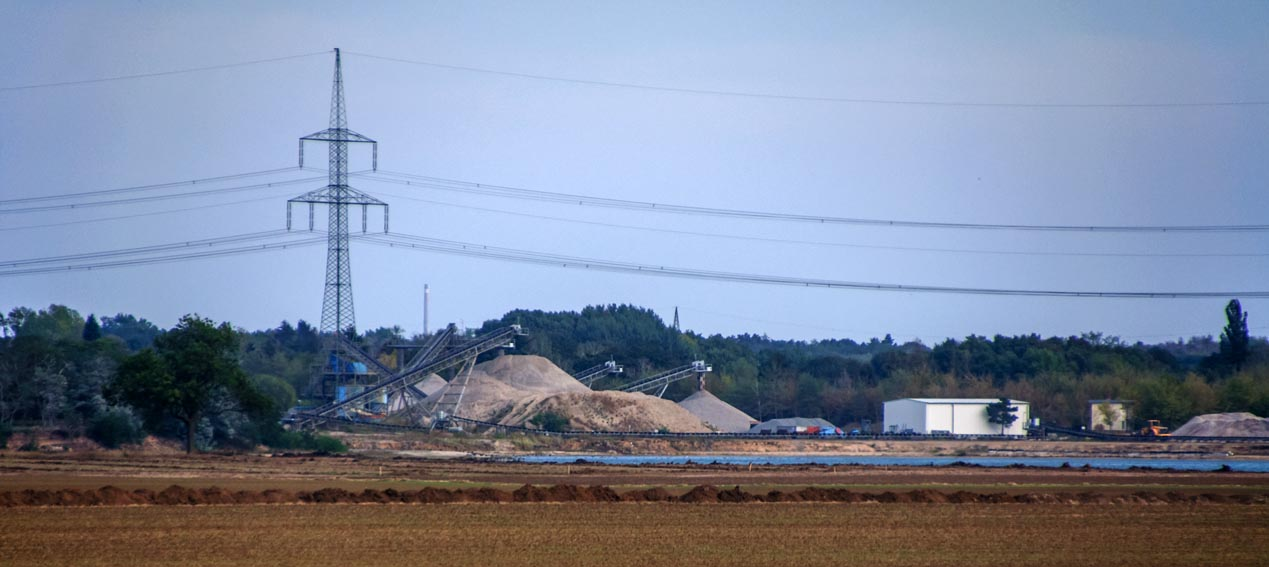
Siebanlage

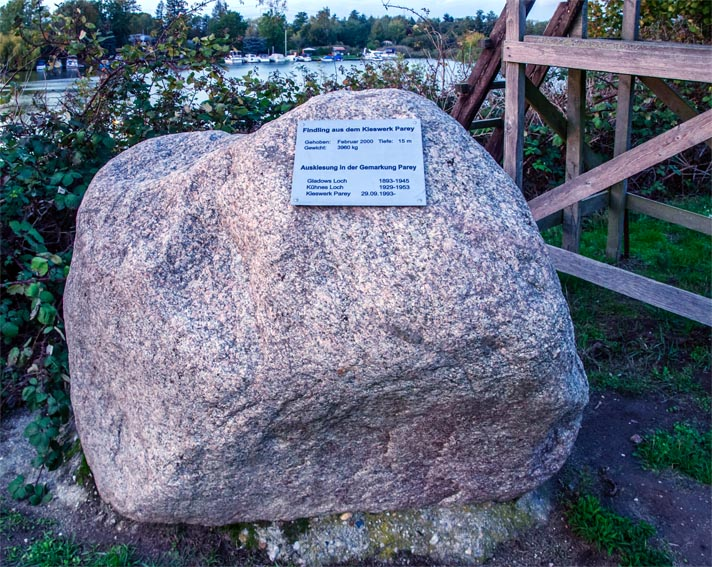
Findling mit 3960 kg

Der Kiesabbau Parey befindet sich am Ortsrand von Parey, einem Ortsteil der Einheitsgemeinde Elbe-Parey im deutschen Bundesland Sachsen-Anhalt. Das Gelände des Kiestagebaues erstreckt sich bis zum Deich der Elbe.

## Landschaftsbild
Ab Magdeburg fließt die Elbe für etwa 80 Kilometer nach Norden, streckenweise auch nach Nordosten. Es wird vermutet, dass die Elbe im Neolithikum von Magdeburg aus direkt auf die Seen bei der Stadt Brandenburg an der Havel zufloss und dann über die heutige Unterhavel nach Nordwesten abbog. Hier erreicht der Fluss das Elbe-Urstromtal. Die Landschaft ist geprägt von offenen, von der Landwirtschaft genutzten Flächen.

## Geologie
Im Zusammenhang mit der Industrialisierung in der ersten Hälfte des 19. Jahrhunderts wurden bei Erdbohrungen im Pareyer Gebiet reiche Tonvorkommen entdeckt und von Ziegeleien genutzt, von denen sich im Laufe der Jahre in der Nähe von Parey 16 Betriebe ansiedelten.
In unmittelbarer Nähe der Elbe gab und gibt es mehrere Gebiete und Anlagen zur Kiesgewinnung, so in der Nähe von Niegripp den heutigen Niegripper See. Auch dieser See ist anthropogenen Ursprungs. Er entstand ebenfalls aus einem Kiestagebau. Grund für die zahlreichen Abbaugebiete von Rohkiesen ist die leichte Zugänglichkeit des begehrten Baustoffes im Urstromtal der Elbe. Die Elbe kann fast insgesamt als ein „Sandfluss“ bezeichnet werden, zum einen weil sie Sandsteingebirge durchbricht und erodiert, vor allem aber weil der Tieflandanteil des Elbverlaufes in den Urstromtälern über pleistozänen Sandablagerungen und holozänen Sedimenten des Flusses verläuft. Relikte der Eiszeiten sind im Mittel- und Unterlauf auch Findlinge. Der inzwischen entstandene Baggersee nördlich von Parey befindet sich im Verlauf eines früheren Flussarmes.

## Geschichte des Kiesabbaues Parey
Bereits ab 1893 und bis zum Ende des Zweiten Weltkrieges wurde am Ortsrand von Parey Kies abgebaut. Entstanden ist ein kleines Gewässer welches Gladows Loch genannt wird. Im Jahre 1929 wurde ein weiterer Kiesabbau mit Anschluss an den Pareyer Verbindungskanal erschlossen. Bis etwa 1953 entstand daraus das heute noch Kühns Loch genannte Gewässer.

### Kieswerk Parey
Das Kieswerk Parey wurde 1991 unter dem Namen Rohr, später Readymix. mit der Erschließung eines neuen Abbaugeländes gegründet. Seit 2005 gehört das Kieswerk zu CEMEX Deutschland.
Gefördert wird der Rohkies mittels eines Schwimmgreifers. Der Greifer des Schwimmbaggers fasst sieben Kubikmeter, also etwa fünfzehn Tonnen. Gebaggert wird bis in eine Tiefe von dreißig Meter. Über Förderbänder wird das Material an Land transportiert und vom mitgeförderten Wasser befreit. In der Siebanlage erfolgt die Trennung nach Körnung. Der Abtransport wird zum großen Teil per Binnenschiff vorgenommen. Dazu befördert eine achthundert Meter lange Bandanlage den Kies zur Verladeanlage am Pareyer Verbindungskanal. Das Band hat eine Leistung von fünfhundert Tonnen pro Stunde. Damit können Schiffe bis eintausend Tonnen Kapazität beladen werden.
Bei der Vergrößerung des Baggersees mussten viele Probleme zur Erreichbarkeit des Elbdeiches im Rahmen des Hochwasserschutzes und der Landwirtschaft gelöst werden. Durch die Abbaggerung gehen zu einem gewissen Teil landwirtschaftliche Nutzflächen verloren.

Die Kiessandgewinnungsfläche soll bis 2043 auf 147,4 ha erweitert werden.

## Bedeutung
In Deutschland wurden 2018 mindestens 259 Millionen Tonnen Sand und Kies gefördert. In der gesamten EU28 waren es im gleichen Jahr über eine Milliarde Tonnen. Dadurch sind Kiesgruben oder Baggerseen ein häufiger Gewässertyp in Bundesländern wie z. B. Sachsen-Anhalt.

## Folgenutzung
Abgeschlossene Kiesabbaugewässer wurden bislang zumeist dem Natur- und Landschaftsschutz unterstellt.